# Marcus Gavius Cornelius Cethegus
Marcus Gavius Cornelius Cethegus war ein römischer Politiker und Senator des 2. Jahrhunderts. 
Cethegus stammte wahrscheinlich aus Verona und war ein Sohn des Marcus Gavius Squilla Gallicanus, der im Jahr 150 Konsul gewesen war. Er diente seinem Vater als prokonsularischer Legat in Asia. Im Jahr 170 bekleidete Cethegus zusammen mit Gaius Erucius Clarus das ordentliche Konsulat.